# Fakaofo
Fakaofo, pređašnjeg imena Bowditch Island, je atol u državi Tokelau, u južnom delu Tihog okeana. Nalazi se na koordinatama 171° 15' Z, 9° 25' J, u arhipelagu Tokelau. Površina kopna, zapravo niza ostrvaca, je tek oko 3 km² dok se u sredini nalazi laguna površine oko 45 km².
Glavno naselje na atolu je Fakaofo na ostrvcu Fakaofo Islet, na zapadnoj strani atola. Prema zapadu je nešto veći ostrvce Fenua Fala Islet. Nazivi ostalih ostrvaca koji čine atol su Teafua, Nukumatau, Nukulakia, Fenua Loa, Saumatafanga, Motu Akea, Matangi, Lalo, i Mulifenua.